# East Boldre
East Boldre – wieś w Anglii, w hrabstwie Hampshire, w dystrykcie New Forest. Leży 30 km na południe od miasta Winchester i 123 km na południowy zachód od Londynu.